# أبو أمية الطرسوسي
أبو أمية محمد بن إبراهيم بن مسلم بن سالم الثغري الطَرَسوسي. (حوالي 180 هـ - 273 هـ) أحد العلماء ومن رواة الحديث عند أهل السنة والجماعة.
أصله من بغداد، نزل طرسوس وسكن بها، فقيل له الطرسوسي، ويقله له أيضاً الثغري، نسبة إلى الثغر وهو المواضع القريبة من الكفار يرابط المسلمون بها. وله مُسند. توفي بطرسوس في جمادى الآخرة سنة 273 هـ

## أقوال العلماء فيه
- قال السمعاني[ ؟ ]: «من ثقات البغداديين المكثرين.»[2]
- وقال ابن يونس المصري: «كان من أهل الرحلة، فهما بالحديث. وكان حسن الحديث.»[5]
- وقال النووي: «كان إمامًا في الحديث، رفيع القدر، مقدمًا، فهمًا، رحالاً.»[6]
- وقال أبو داود السجستاني: «ثقة.»[7]
- وقال أبو بكر الخلال: «أبو أمية محمد بن إبراهيم رجل رفيع القدر جدا، كان إماما في الحديث مقدما في زمانه.»[7]
- وقال الذهبي: «الإمام، الحافظ، المجود، الرحال.»[8]

## شيوخه وتلاميذه
- شيوخه ومن روى عنهم:[8]

حدث عن: عبد الوهاب بن عطاء، وعمر بن يونس اليمامي، وروح بن عبادة، وجعفر بن عون، وعبد الله بن بكر السهمي، وعثمان بن عمر بن فارس، وعبيد الله بن موسى، والحسن بن موسى الأشيب، ويعقوب الحضرمي، وشبابة بن سوار، وأبي مسهر، وطبقتهم.
- تلاميذه ومن روى عنه:[8]

حدث عنه: أبو حاتم الرازي وابن صاعد، وأبو عوانة، وابن جوصا، وأبو الدحداح، وأبو بكر بن زياد، وأبو الطيب بن عبادل، وعثمان بن محمد السمرقندي، وأبو علي الحضائري، وحفيده محمد بن إبراهيم بن أبي أمية، وأبو القاسم الحامض، وخلق كثير.